# Dana Bash
Dana Bash (Dana Ruth Schwartz de naixement; 15 de juny de 1971) és una periodista, presentadora i cap de la correponsalia política de la CNN estatunidenca
Va néixer a Manhattan (Nova York), filla de Stuart Schwartz, productor d'ABC News que va ser el productor sènior de Good Morning America i Frances Weinman Schwartz, escriptora. Va créixer a Washington DC i Nova Jersey. Bash va anar a l'institut a Montvale (Nova Jersey). Es va graduar cum laude en comunicació política a la Universitat George Washington. Mentre era a la universitat va ser becària dels canals NBC, CBS i CNN. El 12 de maig de 2018 va rebre un doctorat honorífic de la Universitat Franklin Pierce a Ringe (Nou Hampshire).
Després de la universitat va unir-se a la CNN com a productora de programes de cap de setmana com ara Late Edition, Evans & Novak i Inside Politics. Després va començar a produir programació especialització en cobertura al Senat dels Estats Units.
Bash va ser una de les dones honorades a l'acte de 2014 de la revista Elle "Women in Washington Power List".
Del 1998 al 2007 va estar casada amb Jeremy Bash, que esdevindria cap de gabinet de la CIA i cap de gabinet del Departament de Defensa sota el president Barack Obama. El 2008 es va casar amb el corresponsal de la CNN John King. Van tenir un fill, Jonah, el juny de 2011 i es van divorciar el 2012.